# Enigmomorphus paradoxus
Enigmomorphus paradoxus är en tvåvingeart som beskrevs av Hermann 1912. Enigmomorphus paradoxus ingår i släktet Enigmomorphus och familjen rovflugor.
Artens utbredningsområde är Paraguay. Inga underarter finns listade i Catalogue of Life.